# Chemin de fer Nord-Sud du Vietnam
 (mars 2009).
Si vous disposez d'ouvrages ou d'articles de référence ou si vous connaissez des sites web de qualité traitant du thème abordé ici, merci de compléter l'article en donnant les références utiles à sa vérifiabilité et en les liant à la section « Notes et références ».
Le chemin de fer Nord-Sud (en vietnamien : Đường sắt Bắc Nam, Đường sắt thống nhất), ou « Express de la Réunification », est la plus longue ligne de chemin de fer du Viêt Nam. Elle commence à Hanoï et se termine à Hô Chi Minh-Ville. Sa longueur totale est de 1 736 km. Elle a été construite par les colons français dans les années 1930. Elle portait à l'origine le nom de Transindochinois.

## Parcours
La ligne passe par les provinces et villes suivantes :
Hanoï, Hà Nam, Nam Định, Ninh Bình, Thanh Hóa, Nghệ An, Hà Tĩnh, Quảng Bình, Quảng Trị, Thừa Thiên-Huế, Đà Nẵng, Quảng Nam, Quảng Ngãi, Bình Định, Phú Yên, Khánh Hòa, Ninh Thuận, Bình Thuận, Đồng Nai, Bình Dương, Hô Chi Minh-Ville (Saïgon).

## Histoire

### Contextes et origines
À la fin du XIXe siècle, l'évidence de la mise en place d'un réseau routier et de chemin de fer conséquent sur la péninsule indochinoise se fait pressante.
En effet, il existait en plus des pôles économiques préexistants dans les régions conquises, une aire d'influence en Chine du Sud (Yunnan) constituant un riche site minier non négligeable (marbre, charbon, étain, argent, cuivre, tungstène, etc.).
Des missions d'études économiques sont alors réalisées entre 1895 et 1898 et soulignent l'intérêt que présenterait une installation permanente dans cette région.
Celles-ci permettent d'ailleurs la signature de quelques conventions franco-chinoises se basant sur un budget de plusieurs dizaines de millions de francs pour la réalisation du projet ferroviaire.
Sur ces bases, un consortium se met en place en 1898. Il regroupe financiers et industriels. Les grandes banques parisiennes s'y trouvent représentées, sous la direction de la Banque d'Indochine.
Aux banques s'ajoutent deux sociétés importantes de travaux publics et de transports : la Société de construction des Batignolles et la Régie générale des chemins de fer. C'est ainsi que naît la Compagnie française des chemins de fer de l'Indochine et du Yunnan (CIY).
C'est le 11 novembre de cette même année qu'est signé également le texte fondateur, en présence de Paul Doumer, gouverneur-général de l'Indochine et ardent défenseur d'une ligne de chemin de fer reliant la Cochinchine au Tonkin (du sud au nord). Cette liaison est réalisée par la Compagnie des chemins de fer de l'Indochine (CFI) et financée intégralement par la colonie et l'État français.
Contrairement à la CIY, le réseau des CFI n'a pas été concédé.

### Construction

Étapes de construction du réseau de chemin de fer vietnamien.

Fondée en 1901, la Compagnie des chemins de fer de l'Indochine et du Yunnan (CIY) est une émanation du consortium.
Cependant, les années suivantes voient le budget initial de la liaison Nord-Sud des chemins de fer de l'Indochine largement dépassé et d'autres millions de Francs doivent être versés.
En 1914, la jonction entre le nord et le sud n'est toujours pas effectuée.
Ceci malgré les nombreux ouvrages d'art qui auront déjà vu le jour comme le pont Paul-Doumer franchissant le fleuve Rouge à Hanoï.
À noter aussi l'ouverture, depuis 1910, du tronçon reliant Hanoï à Yunnanfou (ou Yunnan-Fou, Yunnanfu. Aujourd'hui Kunming) chef-lieu de la province chinoise du Yunnan.
Ce « train du Yunnan » représente même l'un des buts principaux du projet: drainer une partie du commerce de la Chine du Sud-Ouest vers les villes côtières, via le port de Haïphong, afin de pénétrer la Chine par le sud, en concurrence avec les autres pouvoirs coloniaux. La construction du tronçon sur le territoire chinois a été le plus meurtrier de toutes les constructions ferroviaires, avec 12 000 morts parmi les 60 000 coolies chinois et annamites et les 3 000 étrangers, sur une distance de 465 km, pendant la construction qui dura six ans.
Finalement, il faut attendre 1936 pour voir enfin achevée la ligne du transindochinois de la compagnie des chemins de fer de l'Indochine (CFI), longue de 1 730 km.
Un timbre-poste commémoratif est édité en 1938, soulignant cette nouvelle fierté de la France coloniale.

### Cible stratégique et incidences
Longtemps cible stratégique depuis l'agression japonaise sur la Chine en 1937 (Guerre sino-japonaise) jusqu'à la fin de la guerre du Viêt Nam, ses infrastructures furent lourdement endommagées.
- depuis 1937, le Japon reprochait aux Français de ravitailler le Guomingdang en armes via le Trans-indochinois. En 1940, cela devient un point majeur lors des négociations entre les interlocuteurs japonais et le gouverneur-général d'alors, le général Catroux.
- bombardements alliés pendant la Seconde Guerre mondiale.
- opérations de sabotage par le Vietminh pendant la guerre d'Indochine, période pendant laquelle y circulent les deux trains blindés de la Légion étrangère.
- bombardement américains au Nord-Vietnam pendant la guerre du Viêt Nam.
- fermeture avec la frontière chinoise en 1979 pendant la guerre sino-vietnamienne par le sabotage du pont frontalier de Lao Kay.

Ce n'est qu'à la fin des années 1990 que la ligne reprit un service comparable à son fonctionnement des années 1930, après une longue campagne de réhabilitation, mais elle fonctionne toujours avec d'antiques locomotives diesel-électriques.
La frontière ferroviaire avec la Chine a été rouverte en 1992.

## De nos jours

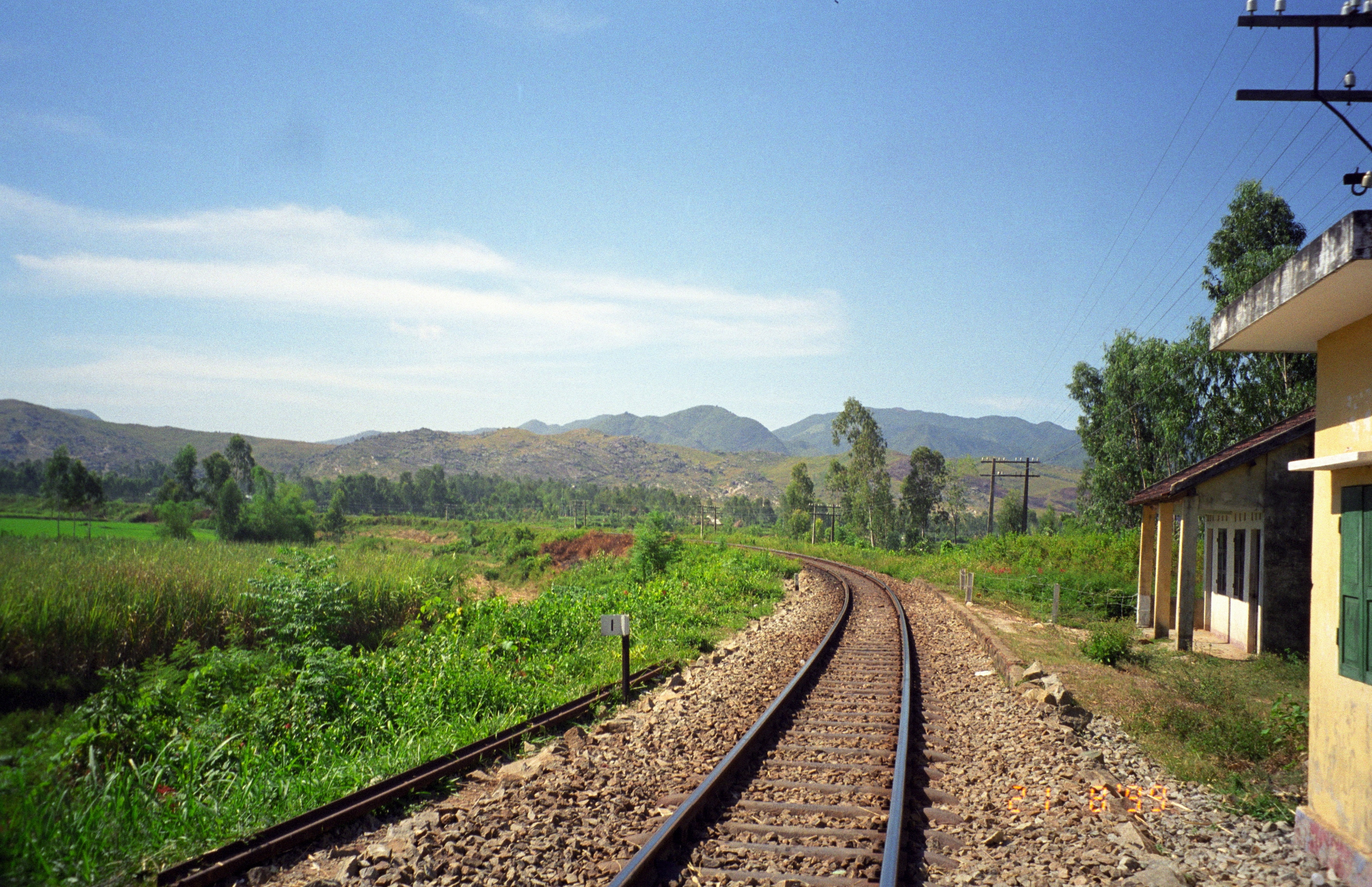
La ligne de chemin de fer près de Mỹ Sơn.

Outre le manque évident de moyens pour réhabiliter dans son intégralité le Transindochinois (ou Express de la Réunification, pour reprendre le terme utilisé par l'actuelle compagnie des chemins de fer du Vietnam), son réseau souffre de graves problèmes techniques (qui localement l'on fait intituler de manière ironique sous le sigle de TGV : « Train à Grande Vibration »). Le fait majeur est qu'il est composé d'une voie unique et étroite (voie métrique). Ceci ne permet pas la circulation à des vitesses importantes et limite le nombre de rames.
Son extension vers la Chine (ligne du Yunnan comprenant les stations Shilin-Kaiyuan-Hekou-Hanoï), très belle et pittoresque aux alentours de la frontière, est fermée depuis l'été 2002, pour cause de vétusté et de non rentabilité.
Un projet de réouverture-réhabilitation est en cours.

## Futur
Le 1er janvier 2002, le Premier ministre vietnamien Phan Văn Khải approuve un « plan directeur pour le chemin de fer du Viêt Nam à l'horizon 2020 » afin d'améliorer ce chemin de fer avec une part importante de capitaux provenant de l'aide publique au développement japonaise. Les investissements totaux estimés pour ce projet sont de l'ordre de 32 milliards de $US. Les compagnies japonaises ont la priorité des contrats sur le projet.
Le Japon a envoyé une commission d'étude[Quand ?] au Viêt Nam pour effectuer des relevés topographiques et géographiques. Le système japonais de train à grande vitesse Shinkansen a été proposé pour ce nouveau chemin de fer.
Celui-ci sera équipé de deux voies parallèles à écartement standard, jamais traversées par une quelconque route, ce qui permettra aux trains de circuler à près de 300 km/h. L'étude de faisabilité est en cours[Quand ?].
Le Premier ministre Nguyễn Tấn Dũng a donné l'ordre au ministre des Transports de raccourcir le délai de construction de ce chemin de fer de quinze ans à neuf ans.

## Galerie d'images

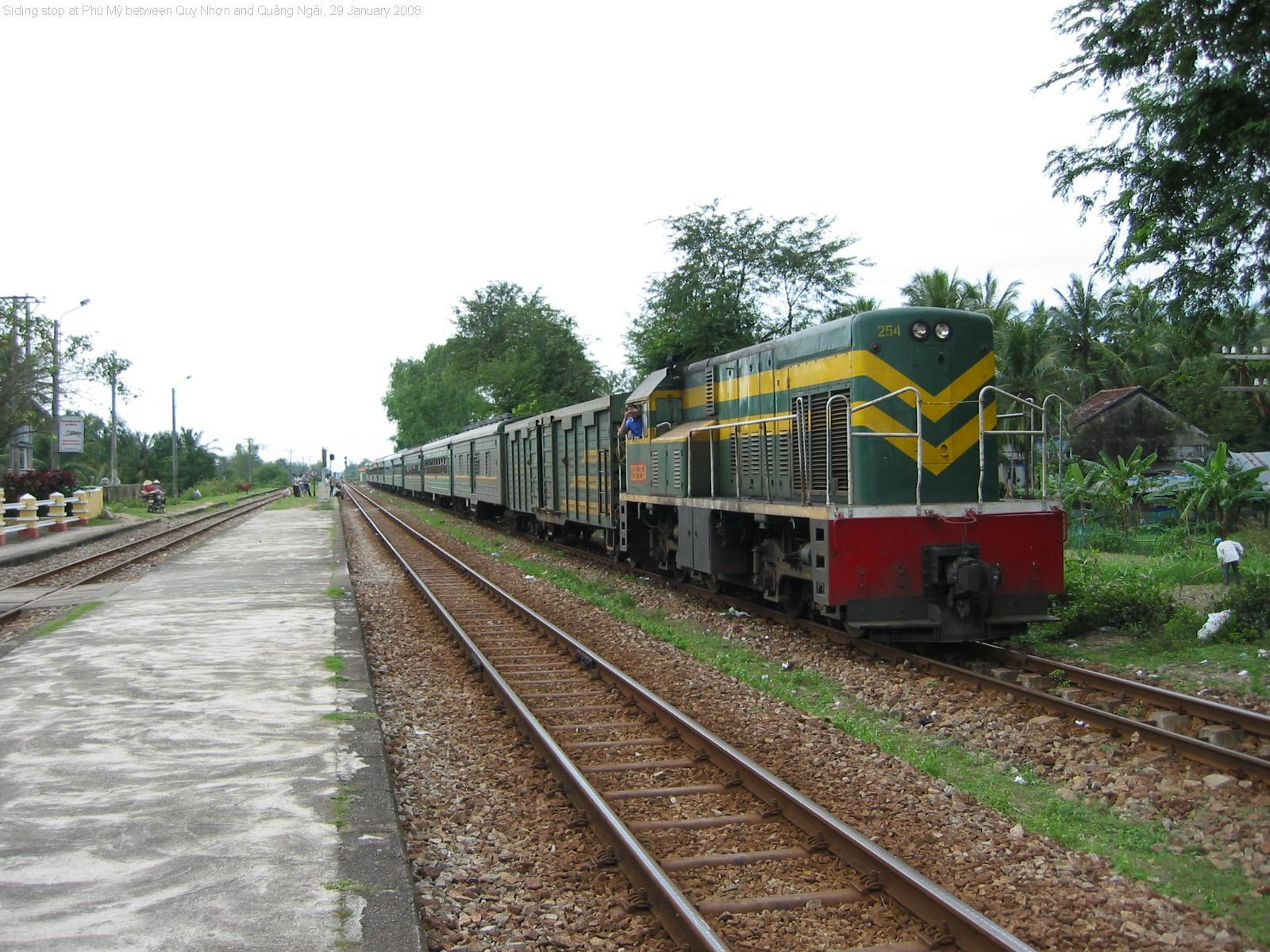
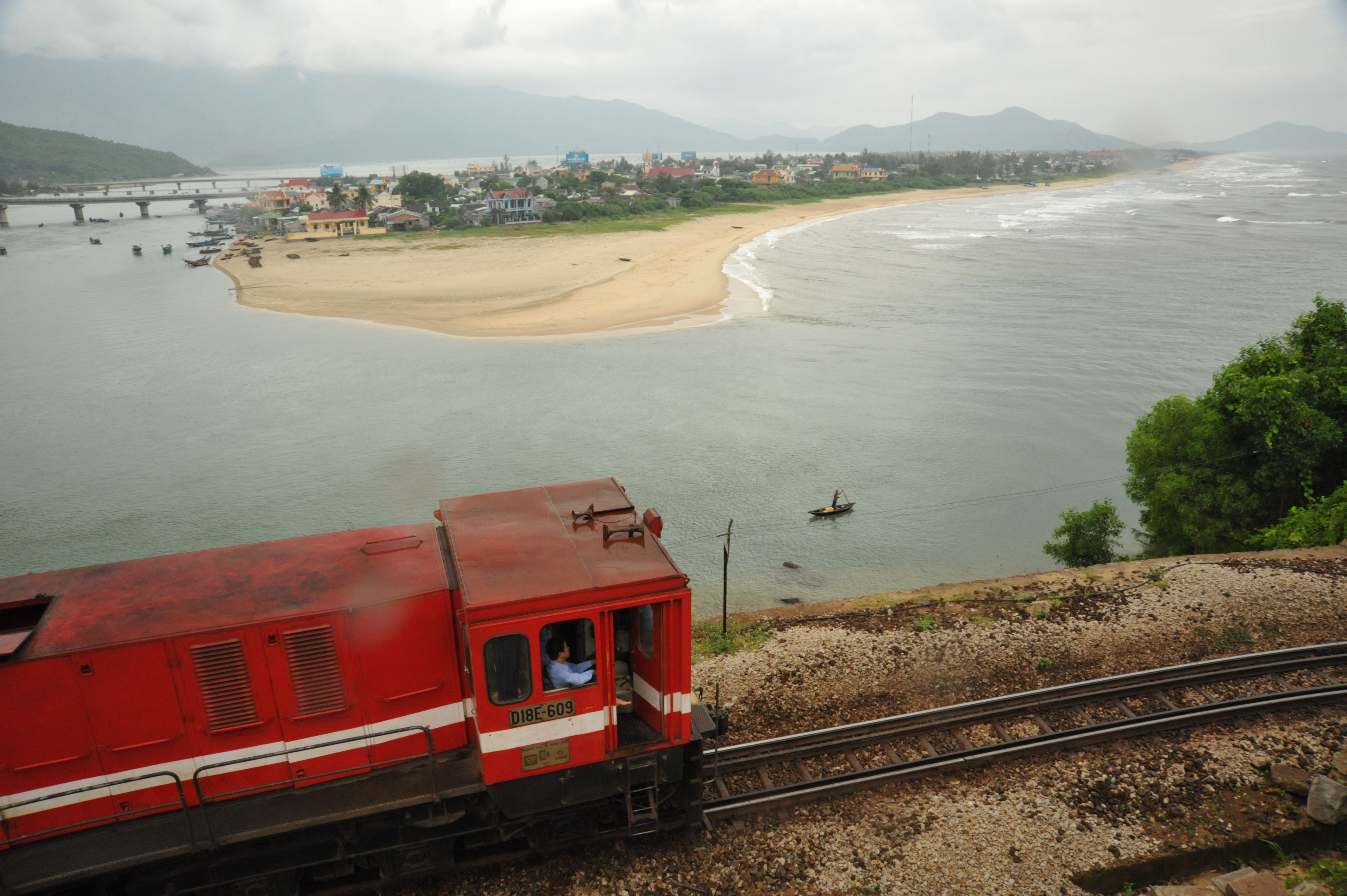
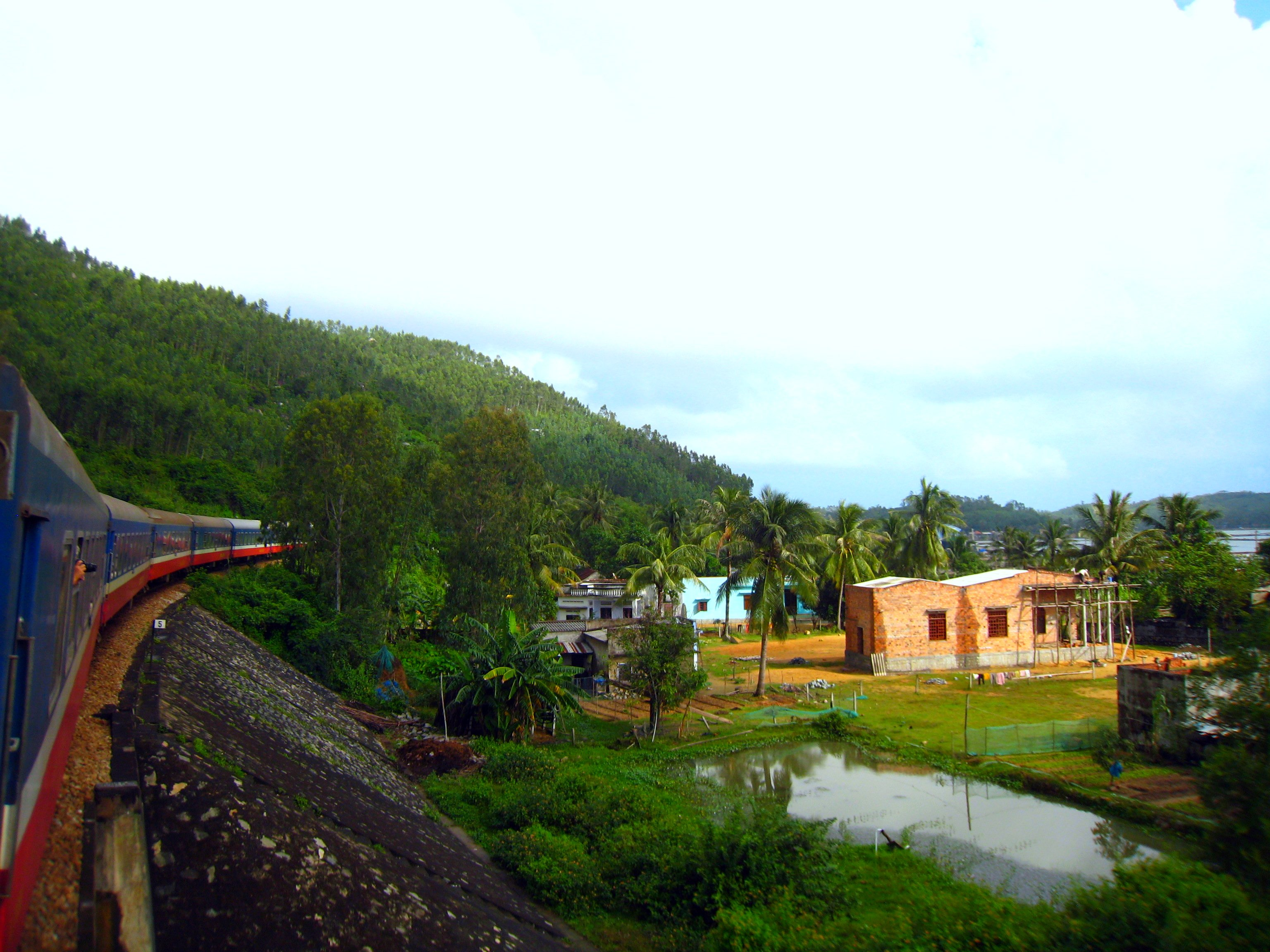
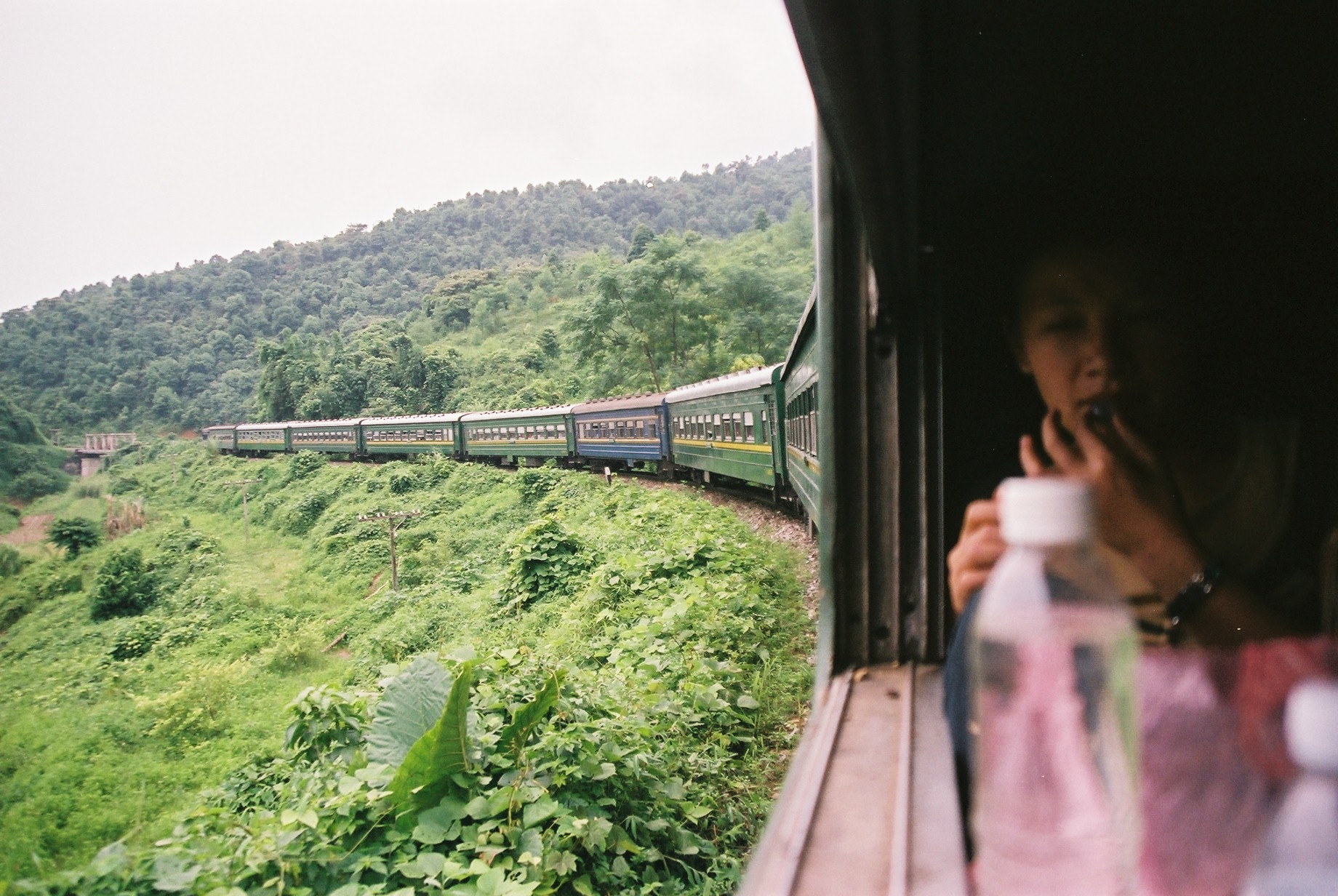
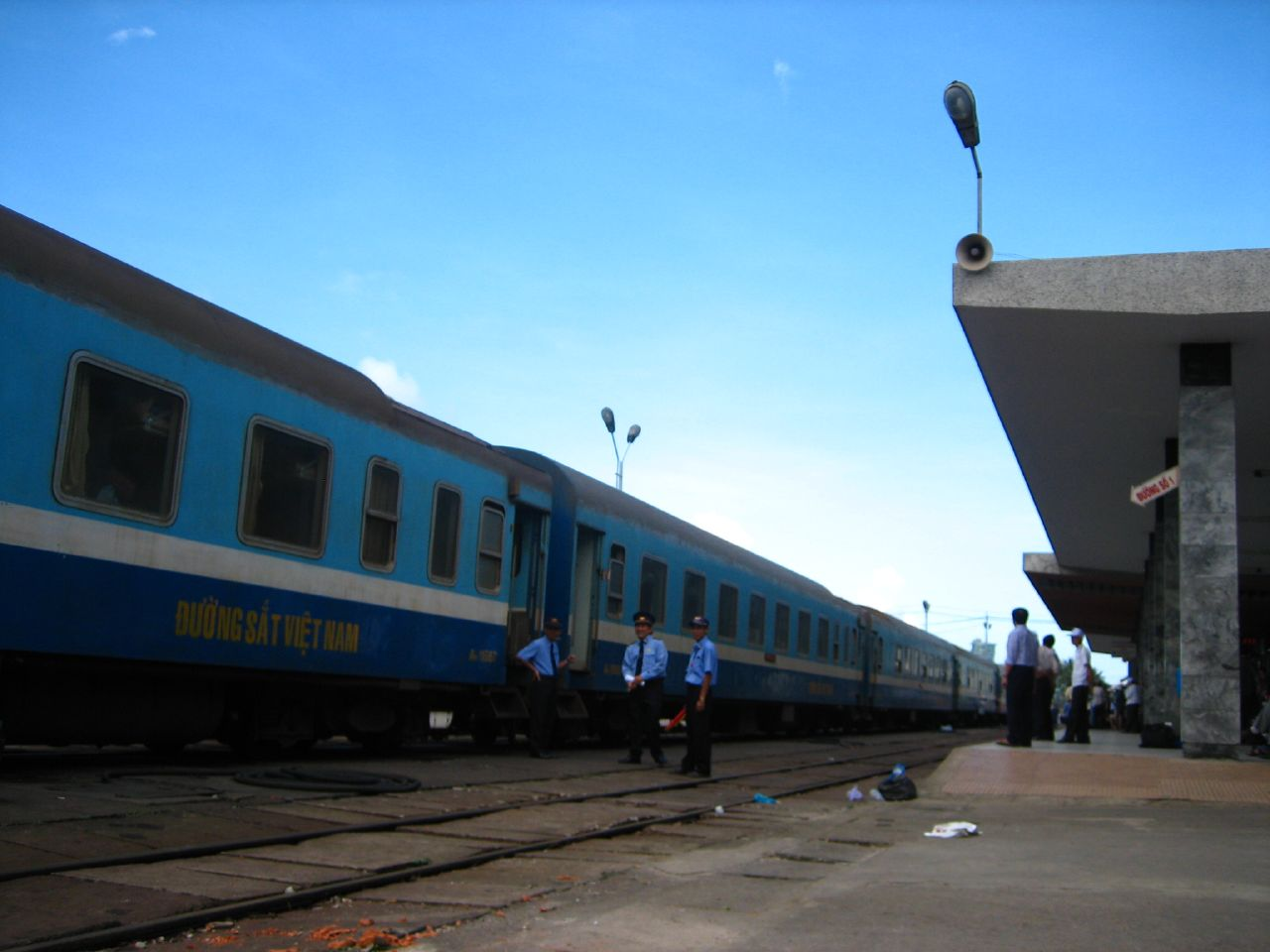
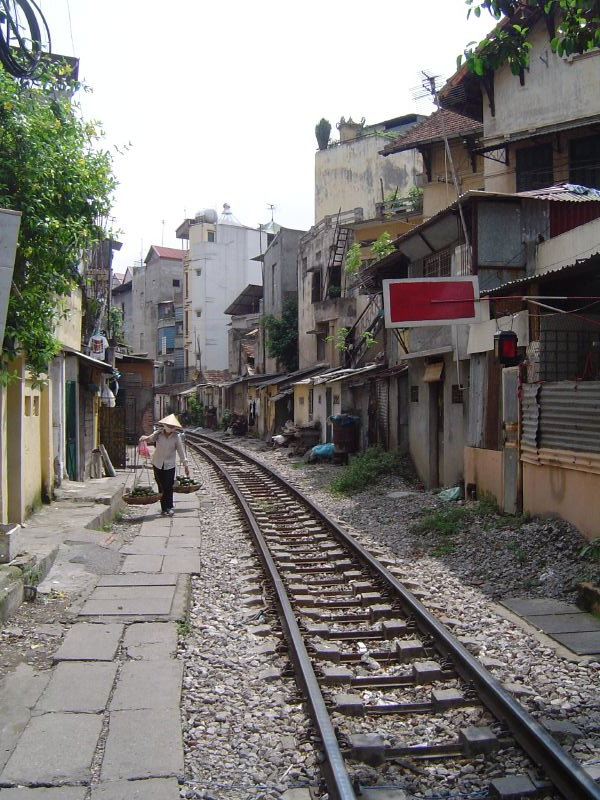